# Risnudlar

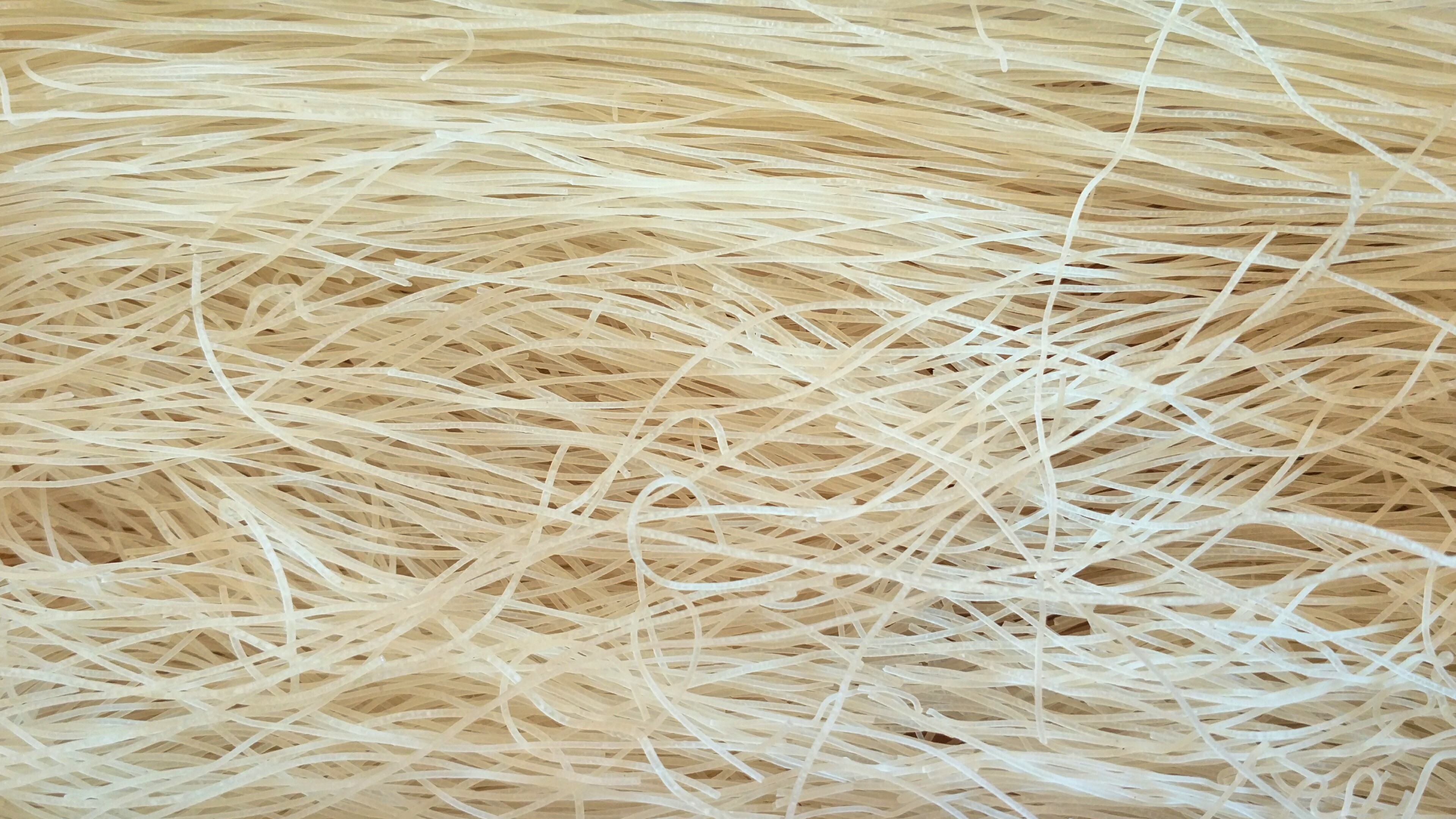
Risnudlar i torr form

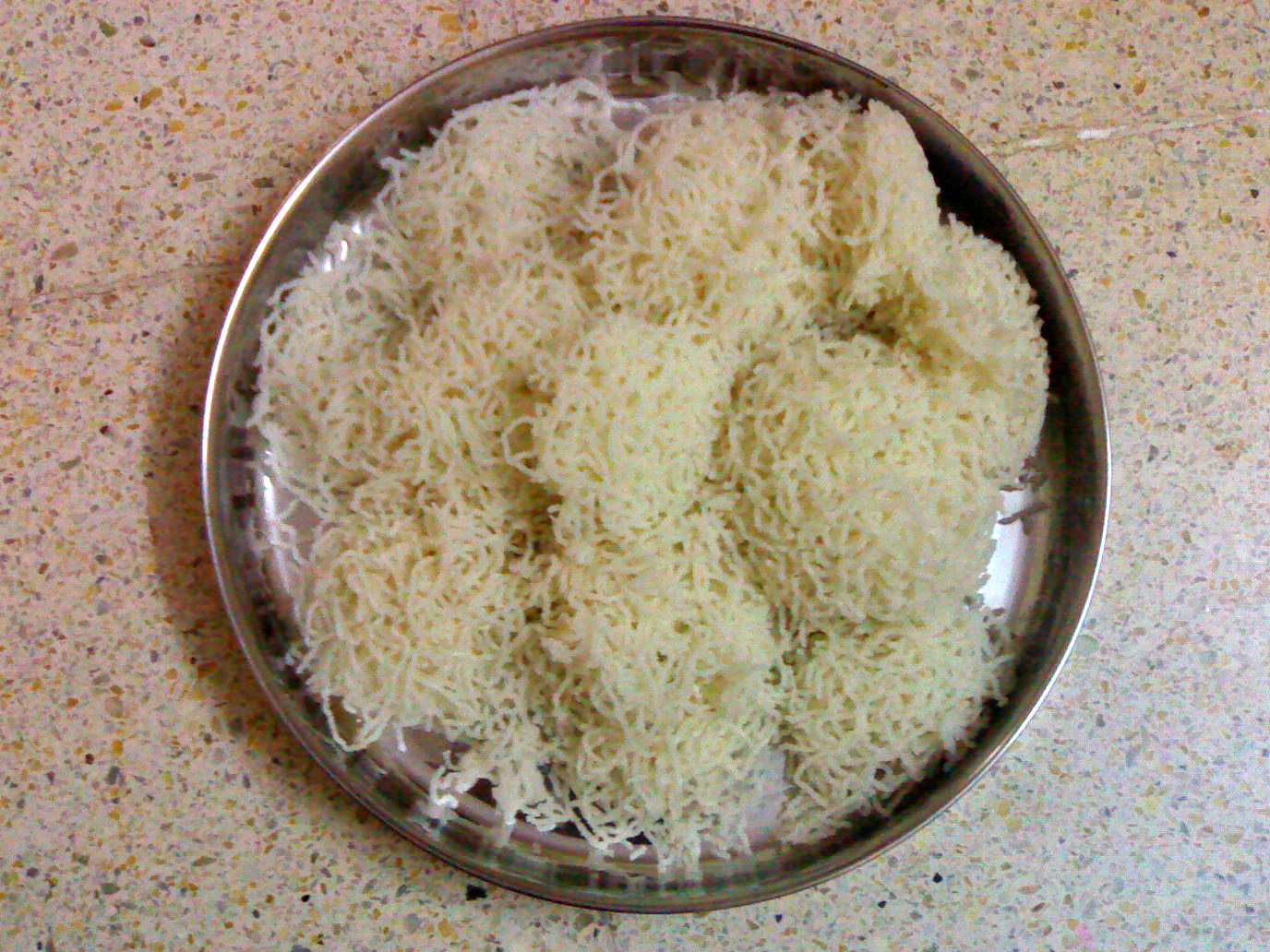
Idiappamnudlar

Risnudlar är en sorts nudlar gjorda på ris. Dess viktigaste ingredienser är rismjöl och vatten. Ibland lägger man dock till andra ingredienser med, som till exempel tapioka och majsstärkelse, för att öka transparensen och den sega strukturen i nudlarna.
Risnudlar används oftast i den östasiatiska matkulturen, och finns tillgängliga som färska, frusna och torkade, i olika former och tjocklek. I södra Indien, Sri Lanka, Singapore och Malaysia säljs och konsumeras idiappam, en mjuk sorts risnudlar. I Kina däremot säljs och konsumeras en torrare risnudel. En annan sorts risnudel, som är populär i den Indiska delstaten Tamil Nadu, är sevai, även kallad santhakai i staden Coimbatore.
Risnudlar används även i den vietnamesiska soppan pho. De thailändska risnudlarna (kuay tiaw) anses ha kommit från det kinesiska köket.